# Viburnum kansuense
Viburnum kansuense är en desmeknoppsväxtart som beskrevs av Batalin. Viburnum kansuense ingår i släktet olvonsläktet, och familjen desmeknoppsväxter. Inga underarter finns listade i Catalogue of Life.